# Zdzisław Jurkiewicz
Zdzisław Józef Jurkiewicz (ur. 13 marca 1931 w Wolsztynie, zm. 19 marca 2012 w Będkowie) – polski inżynier architekt, malarz, rysownik, fotografik, poeta, teoretyk sztuki, wykładowca akademicki.

## Życiorys
Urodził się 13 marca 1931 r. w Wolsztynie. W latach 1950–1956 studiował na Wydziale Architektury Politechniki Wrocławskiej, po czym po ukończeniu studiów podjął pracę w Katedrze Architektury, Malarstwa i Rzeźby Politechniki Wrocławskiej, uzyskując w 1965 r. stopień doktorski, a w 1996 r. tytuł profesora. Autor artykułów poświęconych sztuce najnowszej. Od 1976 r. był rzeczoznawcą Ministerstwa Kultury i Sztuki w zakresie sztuki współczesnej.
W latach 1959–1962 stworzył abstrakcyjne cykle obrazów Stawy, Monodie, Mutacje, Zbiory, Rozpady, nawiązujące do świata organicznego, a w latach 1965–1967 tworzył cykle Agresje i Inwazje powstałe pod wpływem fascynacji malarstwem gestu. W latach 1967–1968 stworzył cykl obrazów Strefy, w którym znosił podział na figurę i tło, a w kolejnym Continua stworzył kompozycję, w której figura nie dała się wyodrębnić z tła. Około 1970 r. zaczął malować kompozycje z równoległych czerwonych i niebieskich pasów., które od 1976 r. nazywał obrazami ostatecznymi.
Tworzył także instalacje, w których wylewał farbę na przygotowane układy brył, co krytyk Jerzy Ludwiński nazwał przygodami farby, a także inne prace, m.in. opatrzony słowami Białe, czyste, cienkie płótno kawałek białej tkaniny (1970), fotografię przedstawiającą niebo zestawioną z fotografią wyciśniętej farby i tubki opatrzonej etykietą błękit nieba, linię na ścianie łazienki ciągnącą się od umywalki do wanny, która pośrodku stapiała się z białą ścianą (1972). Od 1971 r. fotografował też zjawiska astronomiczne. W 1977 r. projektował dla myszy i chomików budowlę ze szkła, a w latach 1980. serię wykonanych ze śmieci i odpadów naczyń służących do pielęgnacji kwiatów.
Od 1978 r. zajmował się też poezją, m.in. w 1997 r. ukazał się tomik jego wierszy Tylko jedynie zawsze.
Jego prace wystawiano we Wrocławiu, Warszawie, Łodzi i Bredzie, a w ramach wystaw zbiorowych w Budapeszcie, Katowicach, Lublinie, Omaha, Paryżu, Poznaniu, Zagrzebiu. Reprezentował Polskę na wystawie w Centre Pompidou w Paryżu (1983). Laureat Nagrody Krytyki Artystycznej im. Cypriana Kamila Norwida (1970) oraz stypendysta Fundacji Kościuszkowskiej (1976).
Był członkiem Związek Polskich Artystów Plastyków i Grupy Wrocławskiej.
Zmarł 19 marca 2012 r. w Będkowie. Pochowany na Cmentarzu św. Wawrzyńca we Wrocławiu. 

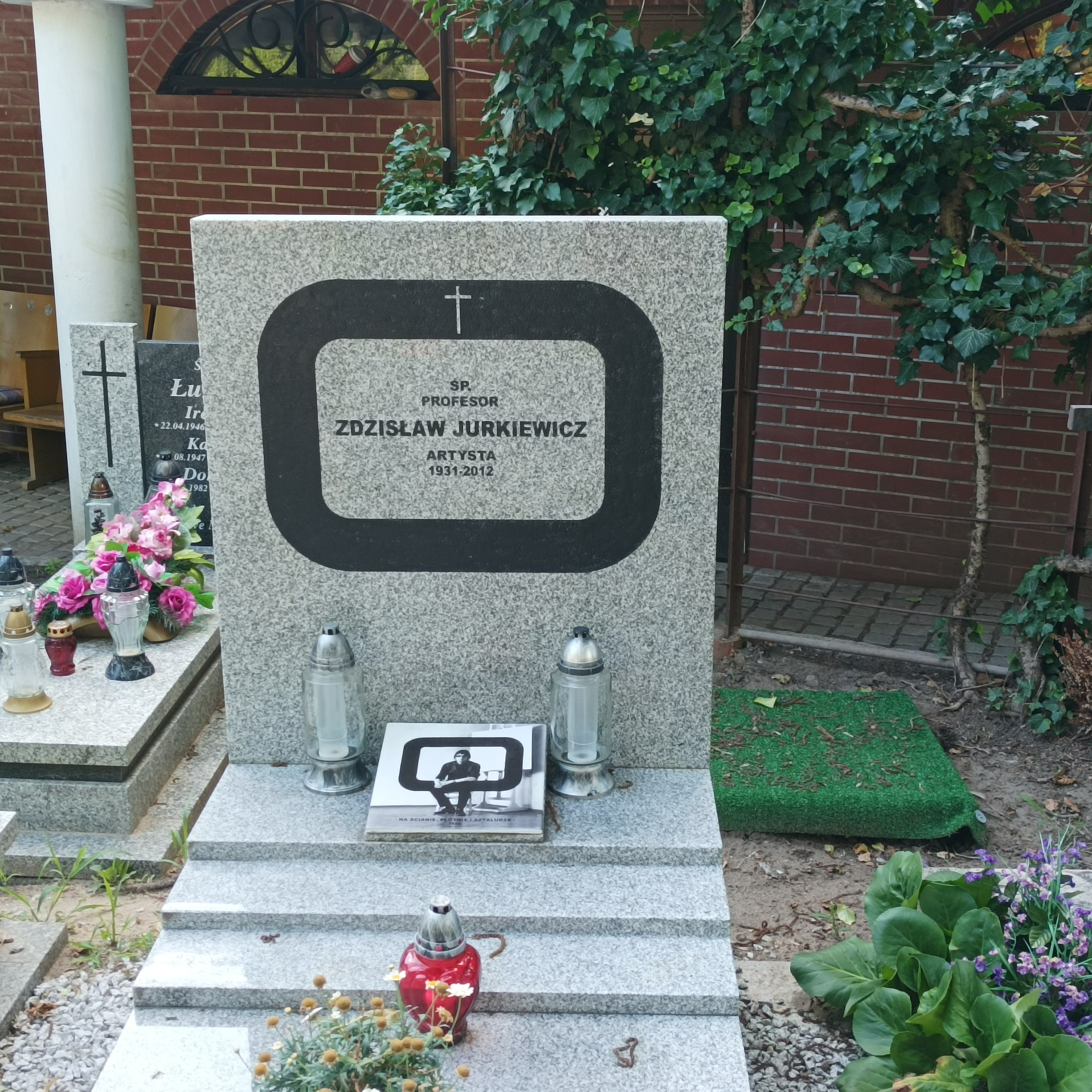
Grób Zdzisława Jurkiewicza na cmentarzu św. Wawrzyńca we Wrocławiu